# Um ein Weib (film 1918)
Um ein Weib è un film muto del 1918 scritto e diretto da Ernst Marischka e Hubert Marischka.

## Produzione
Il film fu prodotto dalla Sascha-Meßter-Film (Österreichisch-Ungarische Sascha-Messter-Filmfabrik GmbH - Wien) con Arnold Pressburger come direttore di produzione.

## Distribuzione
A Vienna, il film fu presentato in prima l'11 gennaio 1918. In Germania, ottenne il visto di censura BZ.41618 nel marzo 1918.